# Aníbal Sánchez Reulet
Aníbal Sánchez Reulet (Azul, Argentina, 13 de abril de 1910-Los Angeles, California, Estados Unidos, 26 de julio de 1997), fue un filósofo argentino.
Estudió filosofía en la Universidad Nacional de La Plata, donde se doctoró en 1939, posteriormente viaja a España donde trabajó junto con el prestigioso filósofo español  José Ortega y Gasset. A su regreso a Argentina publica «Raíz y destino de la Filosofía» obra con buena acogida por los especialistas. Esta obra junto con su estudio exhaustivo plasmado en su obra «Filosofía Latinoamericana Contemporánea» y otras contribuciones en su campo, le ganaron reconocimiento como un destacado filósofo latinoamericano. A partir de entonces, fue un miembro permanente de la Asociación Filosófica Americana. En Argentina, fue profesor de filosofía y decano de la Facultad de Filosofía y Letras en la Universidad Nacional de Tucumán desde 1939 hasta 1946, el año en que Juan Perón es elegido democraticamente como presidente. Perseguido por sus ideas, Sánchez Reulet es removido de la Universidad y apresado. En cuanto pudo se exilió en Estados Unidos.  
Dictó cátedra en las universidades de Tucumán y University of California donde fue profesor emérito de idioma español. Su pensamiento filosófico fue influido por el ideario de Francisco Romero, que lo llevó a analizar los enfoques  de Nicolai Hartmann y Edmund Husserl
Reulet en su obra hace hincapié en cuanto a la relevancia de la trascendencia para entender la existencia humana.  

## Obras
- Raíz y destino de la filosofía, 1942
- Filosofía Latinoamericana Contemporánea. Selección y prólogo de Aníbal Sánchez Reulet. Vol. de 370 págs., Washington, 1949